# Томопулос, Энн
Энн Томо́пулос (англ. Anne Thomopoulos; род. 5 мая 1962, США) — американский телепродюсер, бывший старший вице-президент телеканала HBO. Является разработчиком и исполнительным продюсером таких сериалов как «Рим», «Поколение убийц» и «Камелот».

## Биография
Родилась в семье Тони Томопулоса, сына греческих иммигрантов, бывшего президента «ABC Entertainment» и «ABC Broadcast Group».
Свою карьеру начала с продюсерской компании «Witt/Thomas/Harris Productions», выпустившей 25 прайм-таймовых телесериалов, главным образом ситкомов. Затем работала в компании Майкла Джей Фокса, руководя процессом разработки. Когда президент компании ушёл в отставку, Томопулос приняла предложение временно занять эту должность с текущим окладом, при этом с перспективой остаться президентом в случае успеха. В дальнейшем получила приглашение на работу от телеканала HBO.
В качестве старшего вице-президента HBO создала отделение драматических телесериалов, результатом чего стало появление сериала «Тюрьма Оз». Позднее основала известное подразделение мини-сериалов, в котором разрабатывала и курировала производство таких удостоенных наград «Эмми» и «Золотой глобус» мини-сериалов как «С Земли на Луну», «Братья по оружию» и «Угол».
Имея американское и французское гражданство, Томопулос также работает во Франции, в частности она является исполнительным продюсером телесериалов «Борджиа», над которым работала, кроме прочих, совместно с Томом Фонтана, своим давним знакомым с периода сотрудничества в компании Фокса, и «Версаль».

## Личная жизнь
Проживает в Лос-Анджелесе (Калифорния) с супругом и дочерью.

## Фильмография
| Телесериалы | Телесериалы          | Телесериалы                             | Телесериалы                                              |
| Год         | На русском языке     | На языке оригинала                      | Награды и номинации                                      |
| ----------- | -------------------- | --------------------------------------- | -------------------------------------------------------- |
| 1985—1986   | Золотые девочки      | The Golden Girls                        |                                                          |
| 1987        | Красавица и чудовище | Beauty and the Beast                    |                                                          |
| 2005—2007   | Рим                  | Rome                                    | Номинация на премию BAFTA за лучший драматический сериал |
| 2008        | Поколение убийц      | Generation Kill                         |                                                          |
| 2010        |                      | Simon Says «Let’s Stop Climate Change!» |                                                          |
| 2011        | Камелот              | Camelot                                 |                                                          |
| 2011—2014   | Борджиа              | Borgia                                  |                                                          |
| 2014        | Чёрный ящик          | Black Box                               |                                                          |
| 2016        | Коллекция            | The Collection                          |                                                          |
| 2015—2017   | Версаль              | Versailles                              |                                                          |
| 2017        | Британия             | Britannia                               |                                                          |